# Cepheus mirabiloides
Cepheus mirabiloides är en kvalsterart som beskrevs av Arthur P. Jacot 1938. Cepheus mirabiloides ingår i släktet Cepheus och familjen Cepheidae. Inga underarter finns listade i Catalogue of Life.